# Sadie McKee
Sadie McKee is een Amerikaanse dramafilm uit 1934 onder regie van Clarence Brown. Het scenario is gebaseerd op de novelle Pretty Sadie McKee (1933) van de Amerikaanse auteur Viña Delmar. Destijds werd de film in Nederland uitgebracht onder de titel Noodlottige begeerten.

## Verhaal
Sadie McKee is de dochter van de kokkin van de rijke familie Anderson. De zoon des huizes Michael heeft een oogje op Sadie, maar zij is zelf verliefd op Tommy Wallace. Ze vlucht samen met Tommy naar New York om met hem te trouwen. Wanneer hij haar verlaat voor het revuemeisje Dolly, blijft Sadie alleen achter in de grote stad. Ze zoekt een baan en trouwt met miljonair Jack Brennan. Haar nieuwe man heeft een drankprobleem en hij mishandelt Sadie. Als Michael over de relatie hoort, denkt hij dat Sadie alleen uit is op het geld van Jack. Ze verlaat haar man, wanneer ze verneemt dat de inmiddels gedumpte Tommy op sterven ligt. Michael is ontroerd door de goedheid van Sadie en ze krijgen verkering.

## Rolverdeling
| Acteur         | Personage           |
| -------------- | ------------------- |
| Joan Crawford  | Sadie McKee Brennan |
| Gene Raymond   | Tommy Wallace       |
| Franchot Tone  | Michael Alderson    |
| Edward Arnold  | Jack Brennan        |
| Esther Ralston | Dolly Merrick       |
| Earl Oxford    | Stooge              |
| Jean Dixon     | Opal                |
| Leo G. Carroll | Phelps Finnegan     |
| Akim Tamiroff  | Riccori             |
| Zelda Sears    | Mevrouw Craney      |
| Helen Ware     | Mevrouw McKee       |
| Gene Austin    | Caféartiest         |
| Candy Candido  | Candy               |
| Otto Heimel    | Coco                |